# Desgracia de Gijón

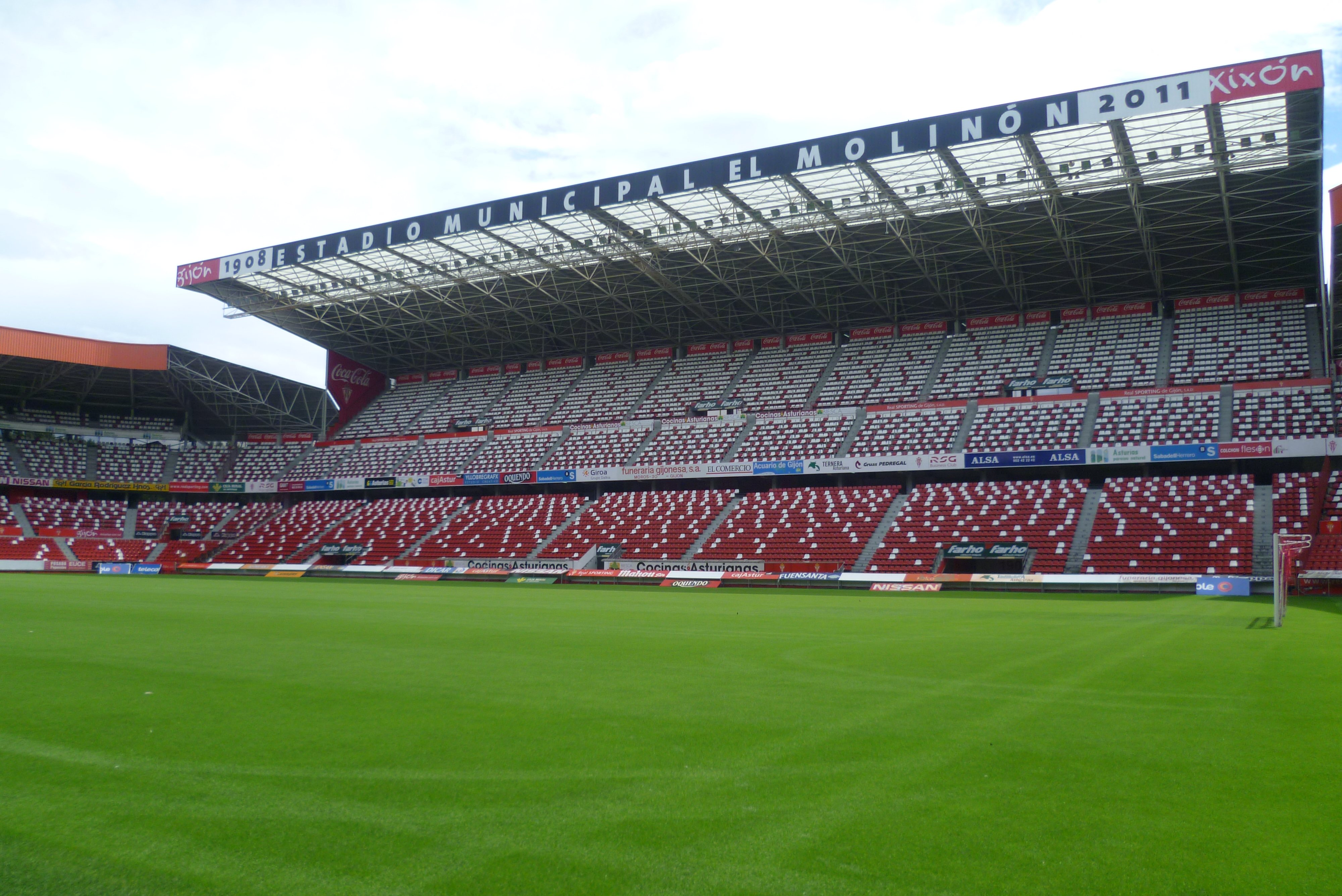
Estadio Municipal El Molinón, donde se jugó este partido.

La Desgracia de Gijón es el nombre que recibe un partido entre Alemania Federal y Austria de la Copa Mundial de Fútbol de 1982 realizado el 25 de junio de 1982 en el Estadio Municipal El Molinón, de Gijón. Este partido estaba previsto dentro del Grupo 2 del torneo, en el cual también estaban comprendidos los equipos de fútbol de Chile y Argelia. El partido entre austriacos y alemanes quedó teñido de corrupción  al alegarse que ambos equipos pactaron un resultado final acorde a sus intereses, dejando transcurrir el partido sin atacarse mutuamente, y en actitud vergonzosa perjudicando maliciosamente al equipo de Argelia, que terminó eliminado de la competición.
Cabe advertir que hasta entonces la FIFA mantenía la regla de programar los encuentros de un mismo grupo en días diferentes, de forma tal que no existían partidos simultáneos dentro de un mismo grupo. De hecho, cada escuadra podía conocer de antemano el resultado de sus rivales de grupo. Como resultado de ello, desde el siguiente Mundial la última jornada de cada fase de grupos de un torneo FIFA, ya sea en fases de clasificación o en la fase final, debe disputarse en horario unificado, al menos en aquellos partidos cuyo resultado pueda tener incidencia en los equipos clasificados y en sus posiciones, cuando de su orden se deriven privilegios deportivos en rondas sucesivas.

## Antecedentes
| Equipo           | Pts | PJ | PG | PE | PP | GF | GC | Dif |
| ---------------- | --- | -- | -- | -- | -- | -- | -- | --- |
| Austria          | 4   | 2  | 2  | 0  | 0  | 3  | 0  | 3   |
| Argelia          | 4   | 3  | 2  | 0  | 1  | 5  | 5  | 0   |
| Alemania Federal | 2   | 2  | 1  | 0  | 1  | 5  | 3  | 2   |
| Chile            | 0   | 3  | 0  | 0  | 3  | 3  | 8  | -5  |

El Grupo 2 del Mundial de Fútbol de 1982 en España estaba basado en los estadios de las ciudades de Oviedo y Gijón, y había empezado el 16 de junio, cuando Argelia venció por 2-1 a Alemania Federal. Al día siguiente el equipo de Chile era derrotado por 1-0 por la escuadra de Austria. Chile también fue vencido el 20 de junio por Alemania Federal por marcador de 4-1, y al día siguiente Austria vencía a Argelia por marcador de 2-0, dejando a Austria como equipo líder de grupo (dos partidos ganados, ninguna derrota y ningún empate).
No obstante, el 24 de junio una sorprendente Argelia vencía en su último partido a la selección de Chile por 3-2 en Oviedo y ocupaba el segundo lugar del Grupo 2 con dos triunfos y una derrota, mientras faltaba por jugarse al día siguiente el partido entre Alemania Federal y Austria, en la ciudad de Gijón. La clasificación de la selección de Alemania Federal se veía ahora más complicada: solo un triunfo sobre Austria le permitiría avanzar a la segunda ronda.
Por su parte la selección austriaca quedaba eliminada si era vencida por Alemania Federal por 3 goles de diferencia o más, pero una derrota por uno o hasta 2 goles ante los alemanes le permitiría aún seguir clasificándose.
Si Alemania Federal vencía a Austria por 3 goles o más, los germano-occidentales clasificaban junto con Argelia. Si Austria ganaba o empataba el partido, serían los austriacos quienes pasarían de ronda junto con Argelia. Pero si el partido terminaba con un triunfo alemán por uno o 2 goles, entonces Alemania Federal y Austria se clasificarían juntas, dejando fuera del torneo a Argelia.

## El partido
Las selecciones de Austria y Alemania Federal acudieron al partido en Gijón conociendo de antemano la victoria conseguida por Argelia ante Chile. Este evento no generó sospechas hasta que se inició el partido. Las acciones de ambas escuadras estuvieron muy reñidas en los primeros minutos, caracterizados por un fuerte ataque de los germano-occidentales y finalmente en el minuto 10 del primer tiempo el delantero alemán Horst Hrubesch marcó un gol al portero austriaco.
Sin embargo, entre el minuto 10 y el minuto 30 del primer tiempo, ambas selecciones cayeron lentamente en una sospechosa inacción, sin ataques serios contra sus respectivos arcos. Tras media hora de juego los futbolistas de ambos bandos apenas pasaban el balón entre sí, hasta que la cercanía de un rival les obligaba a pasarlo a su respectivo arquero. Además el público en el estadio (y en la televisión) podía ver intercambios amistosos de palabras y susurros entre futbolistas de ambas selecciones (el arquero alemán Harald Schumacher y el delantero austriaco Hans Krankl, o el alemán Horst Hrubesch y el austriaco Bruno Pezzey), aumentando el malestar y sospechas entre el público.
No hubo intentos de alguno de las selecciones en quitarle el balón al rival, ni ocurrieron nuevos ataques a los arcos tras el minuto 30, pues el juego se había reducido a una serie de pases inofensivos donde ambas selecciones "canjeaban" la posesión del balón por algunos minutos, sin atacarse mutuamente. Solo el austriaco Walter Schachner y el alemán Wolfgang Dremmler intentaron reanimar el juego, pero sin hallar apoyo alguno de sus restantes 20 compañeros, siendo irónicamente Schachner amonestado con tarjeta amarilla por reclamar ante el árbitro cuando sus propios compañeros interrumpieron una jugada suya que pudo culminar en un gol austriaco al minuto 32. El árbitro central tampoco podía válidamente obligar a que ambas selecciones jugaran en serio pues la inacción de los futbolistas no está castigada en los reglamentos. El 1-0 convenía por igual a alemanes y austriacos pues el gol ocurrido a los 10 minutos permitía a ambas selecciones clasificarse sin problemas y eliminar a Argelia.
El público, donde había numerosos españoles, empezó a abuchear ruidosamente a los jugadores al ser evidente que ambas escuadras deseaban mantener un marcador estático, coreando las palabras "¡Fuera, fuera!". Ya al empezar el segundo tiempo los jugadores de ambas selecciones apenas caminaban sobre el terreno de juego, trotaban lentamente, pasaban el balón entre ellos o lanzaban disparos sospechosamente débiles o imprecisos hacia el área rival. El público español continuó sus abucheos, mezclados con el grito despectivo "¡Que se besen, que se besen!", otra gran parte del público empezó a vitorear ruidosamente a la selección perjudicada coreando "¡Argelia, Argelia!". En los últimos minutos de partido el público empezó a corear "¡Sporting, Sporting!" como muestra de apoyo al Sporting de Gijón. 
Algunos aficionados argelinos que presenciaban el evento estallaron en gritos de furia y silbaban arrojando billetes al campo de juego en señal de desprecio. Los comentaristas, radiofónicos y televisivos, llegados desde Alemania Federal y Austria deploraron ante los micrófonos lo que estaba sucediendo, así el periodista germano-occidental Eberhard Stanjek de la ARD y de la Bayerischer Rundfunk se negó a seguir narrando el segundo tiempo por la "actitud penosa" de ambas selecciones, mientras el comentarista austriaco de televisión Robert Seeger expresó en vivo su disgusto por el partido y pidió a su audiencia que apagara sus televisores.
Incluso hubo decepción entre aficionados alemanes que esperaban una revancha por la derrota sufrida ante Austria en el Mundial de 1978 (donde los austriacos vencieron por un marcador de 3-2), uno de ellos quemó en las tribunas un banderín de Alemania Federal como señal de repudio. Al minuto 90 el árbitro escocés Bob Valentine puso fin al partido, donde las dos selecciones debieron salir del estadio bajo la protección de la policía española.

## Repercusiones
El partido quedó apodado por la prensa austriaca y alemana como el "Pacto de no agresión de Gijón" (Nichtangriffspakt von Gijón), o más crudamente como la "Vergüenza de Gijón" (Schande von Gijón).
Por su parte, la prensa española lo denominó la Desgracia de Gijón o el "Pacto del Molinón", debido al nombre del estadio de Gijón en donde se disputó el partido.El diario asturiano El Comercio, situó la crónica del partido en la sección de sucesos con el titular "Timo a 40.000 espectadores".
| 25 de junio de 1982, 17:00 | Alemania Federal | 1:0     | Austria | Estadio Municipal El Molinón, Gijón (España)                        |                                                                     |
|                            | Hrubesch 10'     | Reporte |         | Asistencia: 41 000 espectadores Árbitro(s): Bob Valentine (Escocia) | Asistencia: 41 000 espectadores Árbitro(s): Bob Valentine (Escocia) |

## Consecuencias
Los dirigentes futbolísticos de Argelia presentaron una protesta formal ante la FIFA, pidiendo anular el partido, pero la FIFA no pudo aceptar la reclamación en tanto los jugadores alemanes y austriacos no habían violado en verdad ninguna regla deportiva oficial. Los integrantes de ambos equipos negaron todo fraude concertado entre ellos para pactar el marcador de 1-0, por lo que debido a que Argelia fue incapaz de aportar una sola prueba que demostrara el pacto, el partido tuvo que ser dado por válido. De hecho, ningún veterano de ese partido ha reconocido nunca desde entonces la existencia de un pacto previo entre los jugadores de ambas escuadras.
Tras este incidente, la FIFA estableció una nueva regla para los campeonatos de fútbol bajo su competencia disputados en etapa de grupos, ordenando que los dos últimos partidos de cada grupo empezarían a jugarse a la misma hora en distintos estadios; con ello se impedía que cada equipo conociera de antemano los resultados de sus demás rivales, reduciendo grandemente toda posibilidad de fraude. Pese a todo, hasta mediados de la década de los 2000 la UEFA no traspuso esa directriz a su ordenamiento interno.
Casi 25 años después del Mundial de España, el exfutbolista alemán Hans-Peter Briegel reconoció que su selección arregló una victoria sobre Austria (1-0) en la primera fase, que clasificaba a los dos equipos y eliminaba a la selección africana. En una entrevista para el diario 'Al Ittihad', de Emiratos Árabes Unidos, Briegel confirmó lo que todos sospechaban desde aquel 25 de junio de 1982 en el estadio de El Molinón. "Sí, me disculpo por ello", dijo el exdefensa del Kaiserslautern años más tarde.